# Siergiej Naryszkin

Mapa państw, w których Naryszkin został objęty sankcjami.

Siergiej Jewgienjewicz Naryszkin (ros. Сергей Евгеньевич Нарышкин; ur. 27 października 1954 w Leningradzie) – rosyjski działacz państwowy i polityk, szef Aparatu Rządu Federacji Rosyjskiej (2004–2008), wiceprzewodniczący Rządu Federacji Rosyjskiej (2007–2008), szef Administracji Prezydenta Federacji Rosyjskiej (2008–2011), przewodniczący Dumy Państwowej Federacji Rosyjskiej (2011–2016).
22 września 2016 został przez prezydenta Rosji mianowany dyrektorem Służby Wywiadu Zagranicznego.

## Życiorys
W 1978 ukończył studia w Leningradzkim Instytucie Mechanicznym ze specjalnością inżynier-radiomechanik. W późniejszych latach ukończył również studia ekonomiczne w Petersburskim Międzynarodowym Instytucie Menedżmentu.
Od 1982 pracował jako asystent prorektora Leningradzkiego Instytutu Politechnicznego. Pracował w zespole radcy ekonomicznego Ambasady ZSRR w Belgii jako specjalista Państwowego Komitetu ds. Nauki i Techniki. W 1992 został szefem jednego z wydziałów Komitetu Ekonomiki i Finansów administracji Petersburga. W latach 1995–1997 kierował wydziałem inwestycji zagranicznych Promstrojbanku. Od 1997 był pracownikiem administracji obwodu leningradzkiego, najpierw jako naczelnik Departamentu Inwestycji, a od 1998 do 2004 jako szef Komitetu ds. Kontaktów Międzynarodowych i Gospodarczych.
W 2004 został zastępcą szefa Zarządu Ekonomicznego przy Prezydencie Federacji Rosyjskiej, a wkrótce potem zastępcą szefa Aparatu Rządu Federacji Rosyjskiej.
13 września 2004 objął stanowisko szefa Aparatu Rządu Federacji Rosyjskiej (w randze ministra). 15 lutego 2007 został podniesiony do rangi zastępcy przewodniczącego Rządu, zachowując dotychczasową funkcję.
Po zaprzysiężeniu prezydenta Dmitrija Miedwiediewa 12 maja 2008 otrzymał nominację na stanowisko szefa Administracji Prezydenta. Z pełnienia tej funkcji został zwolniony 20 grudnia 2011, w związku z objęciem mandatu deputowanego Dumy Państwowej.
W wyborach do Dumy Państwowej VI kadencji, które odbyły się 4 grudnia 2011 uzyskał mandat deputowanego jako kandydat Jednej Rosji. 17 grudnia 2011 Rada Generalna Jednej Rosji podjęła decyzję o wystawieniu jego kandydatury na stanowisko przewodniczącego Dumy Państwowej. 21 grudnia 2011, podczas inauguracyjnego posiedzenia Dumy VI kadencji został wybrany na stanowisko przewodniczącego. Jego kandydaturę poparło 238 deputowanych, 88 było przeciw.
22 września 2016 prezydent Władimir Putin wyznaczył go na stanowisko dyrektora Służby Wywiadu Zagranicznego Federacji Rosyjskiej od 5 października 2016 .
Siergiej Naryszkin objął funkcję przewodniczącego rady nadzorczej rosyjskich rozgrywek hokeja na lodzie Kontinientalnaja Chokkiejnaja Liga (KHL).
W 2014 został objęty sankcjami krajów zachodnich w związku z konfliktem na wschodniej Ukrainie.

## Odznaczenia
- Order „Za zasługi dla Ojczyzny” III klasy (2010)[9]
- Order „Za Zasługi dla Ojczyzny” IV klasy (2008)[10]
- Order Aleksandra Newskiego (2014)[11]
- Order Honoru (2004)[12]
- Order Przyjaźni (2016)[13]
- Medal Orderu „Za zasługi dla Ojczyzny” II klasy (2003)[14]
- Order Honoru (Armenia, 2015)[15]
- Order Przyjaźni Narodów (Białoruś, 2009)[16]
- Order Honoru (Białoruś, 2015)
- Order „Przyjaźń” II klasy (Kazachstan, 2016)[17]
- Oficer Legii Honorowej (Francja)
- Order Przyjaźni (Azerbejdżan, 2012)[18]
- Order Bitaraplyk (Turkmenistan, 2012)[19]
- Order Świętego Sergiusza Radoneżskiego II klasy (2014)[20]